# Invasion mongole de la Rus' de Kiev
 (mai 2024).
Si vous disposez d'ouvrages ou d'articles de référence ou si vous connaissez des sites web de qualité traitant du thème abordé ici, merci de compléter l'article en donnant les références utiles à sa vérifiabilité et en les liant à la section « Notes et références ».
Conquêtes mongoles
Invasion mongole de l'Europe
L'invasion mongole de la Rus' de Kiev, qui précède l'invasion mongole de l'Europe, est une expédition militaire organisée par l'Empire mongol durant le XIIIe siècle. Elle entraîne la destruction de nombreuses cités, dont Riazan, Kolomna, Moscou, Vladimir et Kiev. Elle s'explique par le soutien puis le refuge qu'ont offert les princes russes aux Coumans (aussi appelés Kipchak), qui refusaient la soumissions aux Mongols, alors que ces derniers voulaient unifier sous leur contrôle tous les peuples nomades de la steppe,.
Cette invasion est marquée par la bataille de la Kalka, qui a lieu au mois de mai 1223. Elle oppose une avant-garde de la cavalerie de l'Empire mongol, commandée par Djebé et Subötaï, à une coalition rassemblant les princes Rus' de Galicie-Volhynie, de Kiev, de Tchernikov et de Smolensk, qui ont été appelés au secours par le khan des Coumans. Les Mongols se retirent après leur victoire et reviennent à partir de 1237 sous les ordres de Batu Khan, qui lance la véritable conquête des territoires de la Rus'. Cette conquête s’achève en 1241, à la suite de la mort d'Ögedei Khan qui oblige Batu à rentrer en Mongolie pour participer à la succession du défunt et à l'élection du nouveau Khan. Malgré cela, toutes les principautés de la Rus' sont forcées de se soumettre aux Mongols et de subir une vassalisation théorique de la Horde d'or, jusqu'en 1480.
Cette invasion est facilitée par le début de l'éclatement de la Rus' de Kiev au XIIIe siècle et a des répercussions sur l'histoire de l’Europe de l'Est qui sont encore visibles aujourd'hui. C'est depuis cette période que les Slaves orientaux sont divisés entre trois nations, qui correspondent à l'heure actuelle à la Russie, la Biélorussie et à l'Ukraine et c'est grâce à la destruction totale de la Rus' que la grande-principauté de Moscou a pu prendre son essor.

## Contexte
Alors que la Rus' de Kiev se fragmente lentement en une multitude de principautés depuis la mort d'Iaroslav le Sage, elle doit faire face à l’irruption inattendue d’un puissant ennemi venant des régions lointaines de l’Extrême-Orient. Un chroniqueur de la Rus' témoin de l'invasion résume ainsi ce que l'on sait alors de ces mystérieux agresseurs : « Pour (la punition de) nos péchés, des nations inconnues arrivent. Nul ne connait leurs origines ou d'où elles viennent ou quelle religion elles pratiquent. Elles ne sont connues que de Dieu, et peut-être de quelques sages l'ayant appris dans leurs livres. »
Les princes de la Rus' entendent parler pour la première fois des guerriers mongols par le peuple nomade des Coumans. Jusque-là, les relations avec ceux-ci étaient pacifiques, et des alliances avaient pu exister avec eux. Ceux-ci demandent donc l'aide des russes quand les mongols les attaquent,. En réponse à cet appel, Mstislav le Chauve et Mstislav Romanovitch l’ancien s'allient et partent vers l’est pour rencontrer cet ennemi. Ils finissent par être vaincus le 1er avril 1223, lors de la bataille de la rivière Kalka.
Même si cette défaite laisse les principautés de la Rus' de Kiev à la merci des envahisseurs, les forces mongoles se retirent et disparaissent pendant treize ans. Les princes coumans, refusant la soumission, se réfugient chez leurs alliés russes. C'est ce fait, en plus de leur soutien en 1223, qui fait des Russes les ennemis potentiels des Mongols, même s'ils ne le savent pas encore,. Pendant ce temps, les princes de la Rus' de Kiev recommencent à se quereller et à se combattre comme si de rien n'était, jusqu'à ce qu’ils soient surpris par une nouvelle force d’invasion, beaucoup plus redoutable que l'avant-garde qui les a vaincus à Kalka. Dans l’Histoire secrète des Mongols, il n'existe qu'un seul passage faisant référence à cette bataille :

« Puis il [ Gengis Khan ] envoie Dorbei le Fier contre la ville de Merv et pour conquérir les peuples entre l’Irak et l’Indus. Il envoie Subetei le Brave à la guerre dans le Nord où il a battu onze royaumes et tribus, traversé la Volga et les rivières de l’Oural, pour finalement entrer en guerre contre Kiev. »

## L'invasion de Batu

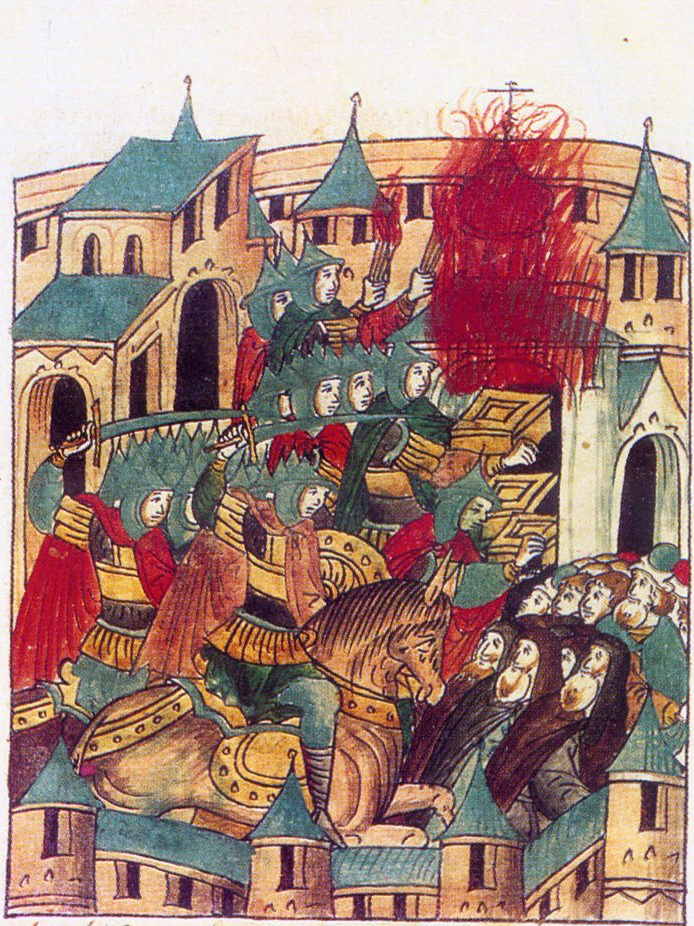
Le pillage et l'incendie de Suzdal par Batu, en février 1238. Miniature provenant d'une chronique du XVIe siècle.

Fin 1236, Batu et Subutei traversent la Volga à la tête d'une armée forte d'environ 35 000 archers montés et envahissent le khanat bulgare de la Volga. Il leur faut un an pour venir à bout de la résistance des Bulgares, des Coumans et des Alains.
En novembre 1237, Batu envoie des émissaires à la cour de Iouri II de Vladimir pour lui demander sa soumission. Un mois plus tard, les Mongols assiègent Riazan. Après six jours de combats sanglants, la ville est totalement anéantie. Alarmé par les nouvelles, Iouri II envoie ses fils pour combattre les envahisseurs mais ils sont vaincus en février à Kolomna. Après avoir incendié Kolomna et Moscou, les Mongols assiègent Vladimir le 4 février 1238. Trois jours plus tard, la capitale de la Principauté de Vladimir-Souzdal est prise, incendiée et rasée jusqu'aux fondations. La famille royale périt dans l'incendie, tandis que Iouri II part vers le nord. Après avoir traversé la Volga, il rassemble une nouvelle armée, qui est totalement anéantie par les Mongols le 4 mars, lors de la bataille de la rivière Sit (ru).
Batu divise ensuite son armée en unités plus petites, qui pillent quatorze villes située dans l'actuelle Russie : Rostov, Ouglitch, Iaroslavl, Kostroma, Kachine, Ksnyatin, Gorodets, Galich, Pereslavl-Zalesski, Iouriev-Polsky, Dmitrov, Volokolamsk, Tver et Torjok. Des engins de siège chinois sont utilisés par les Mongols de Tolui pour détruire les murs des villes russes,. La cité la plus difficile à prendre est la petite ville de Kozelsk, dont le jeune prince Vasily, fils de Titus et les habitants résistent aux Mongols pendant sept semaines et en tuent 4 000. Les seules villes importantes qui échappent à la destruction sont Novgorod et Pskov. En effet, alors que les Mongols marchent sur Novgorod, ils font demi-tour de manière inattendue pour se rendre à un endroit nommé Ignach Cross, dont l'emplacement exact est inconnu. Ces destructions à grande échelle provoquent un afflux de réfugiés quittant le sud de la Russie pour se rendre principalement dans le nord-est du pays, dans des régions boisées dont les sols sont pauvres et situées entre la haute Volga et l'Oka.
Mi-1238, Batu dévaste la Crimée et a pacifie la Mordovie ; puis, au cours de l'hiver 1239, il pille les villes de Tchernihiv et Pereiaslav. Après plusieurs jours de siège, les troupes mongoles prennent d'assaut Kiev en décembre 1240. Malgré la résistance de Danylo de Halych, Batu réussit à prendre deux de ses principales villes, Halytch et Volodymyr-Volynskyi. Les Mongols sont résolus à « atteindre la mer ultime », là où ils ne peuvent pas aller plus loin et, peu de temps après, envahissent la Hongrie et la Pologne pour continuer vers l'ouest.

## Le règne des «Tatar»

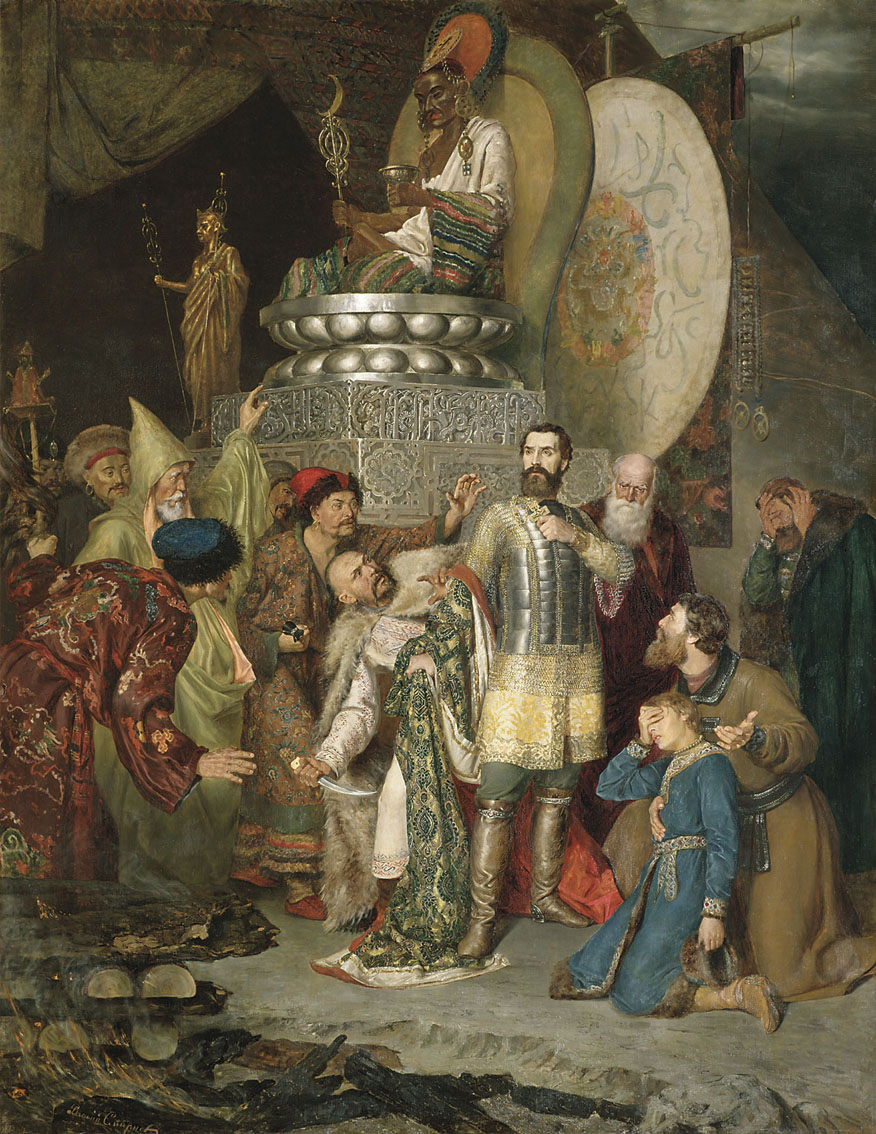
Le prince Michel de Tchernigov, dernier grand-duc de Kiev. Batu lui a ordonné de se prosterner devant les tablettes de Gengis Khan. Comme il refuse de s'incliner devant le sanctuaire de Gengis Khan, les Mongols l’ont poignardé à mort pour le punir.

Contrairement à 1223, cette fois les envahisseurs sont venus pour établir une vassalisation durable, sans toutefois occuper les régions vaincues, en s'installant assez loin au sud, dans les steppes, et ils construisirent leur capitale, Saraï, sur la basse Volga, à plus de 1000 kilomètres des zones de peuplement slave. C'est là que le commandant de la Horde d'or, le nom donné aux territoires occidentaux de l'empire mongol, établit son principal campement (jaune comme l'or, d'où le nom Horde d'or, ordo en mongol désignant un campement). Formellement inféodé au grand khan (l'empereur de tous les Mongols établi à Karakorum, en Haute Mongolie), les khans de la Horde d'or sont largement autonomes. Depuis Sarai, ils règnent sur une grande partie de la Russie pendant près de trois siècles. Tous les États russes, y compris Novgorod, Smolensk, Galich et Pskov, leur sont théoriquement soumis et leur paient tribut.
Il est important de préciser que les populations des villes de la Rus' de Kiev ont fui vers des zones plus sûres pour une grande partie avant l'arrivée des Mongols. De plus, la partie orientale de l'ancien territoire de la Rus' de Kiev, telle que la Moscovie n'a pas subi d'occupation physique par les Mongols, comme le prouvent à la fois les sources historiques, les recherches archéologiques et les études génétiques,. Il ne s'agissait pas d'une occupation directe, mais plutôt d'une vassalisation théorique, où les dirigeants russes continuaient de gérer intégralement les affaires locales. Chaque année, ou de manière régulière, les princes slaves se rendaient à Saraï, parfois accompagnés de leurs propres troupes, pour verser le tribut au Khan et affirmer leur vassalité nominale envers la Horde d'or. Cette relation était officiellement considérée comme une forme de protection ou de garantie pour les princes. Néanmoins, c'étaient eux, ou le grand prince de Moscou, qui fournissaient les hommes en cas de guerre.
Les Russes parlent de « joug » mongol ou tatar pour désigner cette période, ce qui correspond à une oppression. Effectivement, l'arrivée de ces envahisseurs nomades venus de Mongolie s'accompagne de massacres de populations entières, ou de leur déportation, et leur pouvoir s'appuie ensuite sur des répressions féroces ; Moscou sera plusieurs fois détruite par le feu et les massacres. Aux XIVe et XVe siècles se multiplient les raids pour se saisir de populations slaves, revendues comme esclaves à l'Empire ottoman. Ces razzias épuisent les ressources humaines et économiques de la Moscovie et du grand-duché de Lituanie et empêchent la mise en valeur des « Champs sauvages », les steppes et forêts qui s'étendent au sud de Moscou jusqu'à la mer Noire, où plus tard les Cosaques développeront leur pouvoir.
Ces faits n'empêchent pas que pendant la période de vassalisation mongole « la courbe du commerce russe avec l'ouest augmente de manière exponentielle », à l’instar de son commerce avec l’Orient. D'autre part les Mongols et leurs alliés Tatars ne s'installent pas dans le pays et ont peu de relations directes avec les habitants. Conformément aux recommandations données par Genghis Khan à ses fils, ils conservent leur mode de vie pastoral. En conséquence les habitants locaux, agriculteurs ou habitants des villes, ne sont pas troublés dans leurs occupations ordinaires. Les taxes et tributs sont collectés par les princes locaux.
Les Mongols sont aussi tolérants en matière religieuse. Lorsqu'ils arrivent, ils sont chamanistes, sans fanatisme. Après avoir adopté l'islam, ils restent relativement tolérants. Ainsi, Berké, premier khan converti à l'islam, ne s'oppose pas à l'établissement d'un évêché chrétien dans sa capitale. Un demi-siècle plus tard, Nogaï, puissant chef mongol et faiseur de rois, épouse une fille de l'empereur byzantin et donne sa propre fille en mariage à un prince Rus, Theodore le Noir, bien qu'il n'ait pas eu d'enfants avec elle.
Cette tolérance a servi à des historiens russes révisionnistes, idéologues de l'Eurasisme, comme Lev Goumilev, pour tenter de démontrer qu'il n'y eut aucune domination mongole. Selon eux, les princes de Rus aurait conclu une alliance défensive avec la Horde afin de repousser les attaques des fanatiques chevaliers Teutoniques qui menaçaient effectivement leur pouvoir et, selon ces historiens, représentaient une menace pour la religion et la culture russe, plus grande que celle des Mongols. S'il est vrai qu'Alexandre Nevski, lorsqu'il était déjà inféodé aux Mongols, reçut d'eux un appoint militaire qui lui permit de gagner la célèbre mais fort peu documentée Bataille des glaces contre les Chevaliers, il reste que cette théorie, qui connait une certaine popularité en Russie, est minoritaire et démentie par les récits de l'époque.
Ces points représentent le bon côté de la domination tatare mais elle a également eu son côté sombre. Tant qu'une grande horde de nomades campe sur la frontière, la Rus' peut être envahie à tout instant. Heureusement, ces invasions ne sont pas fréquentes mais quand elles se produisent, elles causent une quantité incalculable de dévastations et de souffrances. Entre deux attaques, les gens doivent payer un tribut fixe. Dans un premier temps, il est collecté de manière plus ou moins stricte par les collecteurs de taxe tatars, sans règle ni base fiscale fixe. Ce n'est qu'à partir de 1259 que le calcul du tribut est basé sur un recensement de la population. Enfin, sa collecte finit par être confiée aux princes de la Rus', ce qui fait que les Russes n'ont plus de contact direct avec les responsables tatars.

## Impact sur le développement du pays
L'influence de l'invasion mongole sur les territoires de la Rus' de Kiev est inégale. Colin McEvedy, dans son Atlas of World Population History paru en 1978, estime que la population de la Rus' est passée de 7,5 millions d'habitants avant l'invasion à 7 millions après. Des grands centres urbains tels que Kiev mettent des siècles à se reconstruire et à se remettre de la dévastation de l'attaque initiale. La République de Novgorod continue de prospérer et de nouvelles entités, comme les villes rivales de Moscou et Tver, commencent à s'épanouir sous la tutelle des Mongols. La domination de Moscou dans le nord et l'est de la Russie est en grande partie attribuable aux Mongols. Lorsque le prince de Tver se joint à une rébellion contre les Mongols en 1327, son rival, le prince Ivan Ier de Moscou, rejoint les Mongols et écrase Tver en dévastant ses terres. Ce faisant, il élimine son rival et permet à l'Église orthodoxe russe de déménager son siège à Moscou. De plus les Mongols lui accordent le titre de grand-prince de Moscou. En tant que tel, le prince moscovite devient l'intermédiaire principal entre les seigneurs mongols et les principautés russes, qui versent un supplément de tribut aux dirigeants de Moscou. Alors que les Mongols attaquent souvent d'autres régions de la Rus', ils ont tendance à respecter les terres contrôlées par leur principal collaborateur. Cette relative sécurité attire à son tour les nobles et leurs serviteurs qui cherchent à s'installer dans l'abri relatif que représentent les terres contrôlées par Moscou.
Même si les forces russes infligent une défaite à la Horde d'or lors de la bataille de Koulikovo en 1380, la domination mongole persiste sur certaines parties des territoires de la Rus' avec versement d'un tribut. Cette domination ne s'arrête réellement qu'après la grande halte sur la rivière Ougra en 1480 : lors de cette « grande halte », une armée russe conduite par Ivan III de Russie et l'armée tatare d'Akhmat Khan se font face, chacune sur une rive, sans s'attaquer. Finalement, Akhmat se retire, marquant ainsi la fin de la domination tatare.
Certains historiens ont soutenu que sans la destruction par les Mongols de la Rus' de Kiev, la Russie n'aurait pas été unifiée par les Tsars et que, par conséquent, il n'y aurait jamais eu d'empire russe. Sans partir dans des extrapolations aussi hasardeuses, il convient de noter que c'est parce que les routes commerciales vers l'Est traversent le territoire de la Russie que cette dernière est devenue un nœud commercial entre l'est et l'ouest. L'influence mongole, tout en étant destructrice pour ses ennemis, a un effet à long terme significatif sur l'apparition et le développement de la Russie moderne, de l'Ukraine et de la Biélorussie.

## Influence sur la société de la Rus'

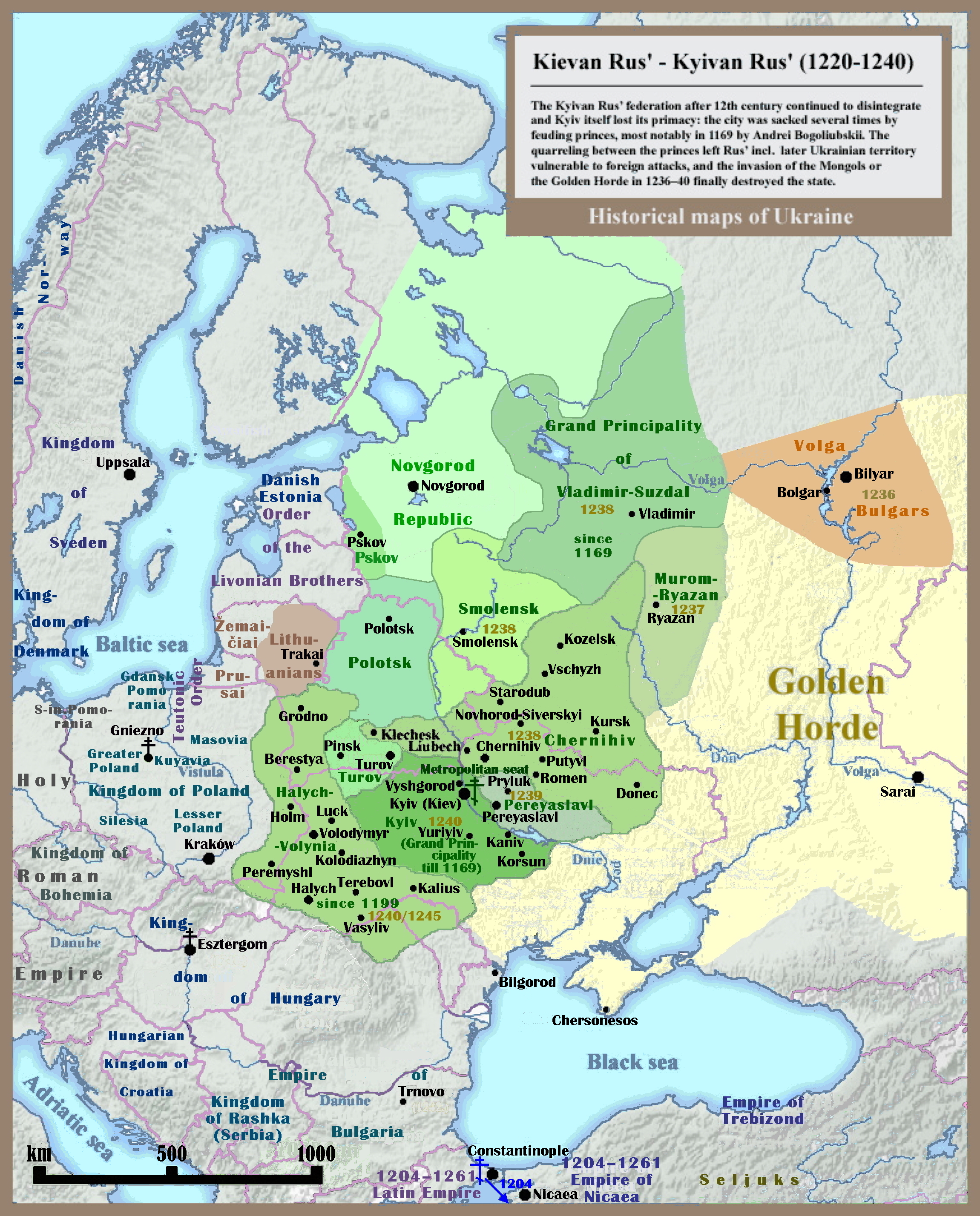
Les principautés de la Rus' de Kiev (1220-1240). Parmi elles on trouve celles de Vladimir-Souzdal, Smolensk, Tchernigov ou Riazan, qui est annexée par le duché de Moscou en 1521.

- Les historiens ont débattu sur l'influence à long terme de l'hégémonie mongole sur la société de la Rus'. Les Mongols ont été accusés de la destruction de la Rus' de Kiev, de la fragmentation de l'ancien peuple russe en trois entités et de l'introduction du concept de "despotisme oriental" en Russie. Les historiens donnent au régime mongol un rôle important dans le développement de la Moscovie en tant qu'État. C'est dans le cadre de l'occupation mongole, par exemple, que Moscou a développé sa hiérarchie sociale connue sous le nom de « mestniеchestvo », son réseau postal[19], le recensement, le système fiscal et l'organisation de l'armée[20].

Durant la période de la domination mongole sur la Russie ont lieu des contacts culturels entre les classes dirigeantes russes et mongoles. En 1450, la langue tatare est à la mode à la cour du Grand-Prince de Moscou ; Vasily II était accusé de trop aimer les Tatars et leur langue. Il n'est pourtant pas le seul à agir ainsi et d'autres seigneurs russes ont adopté des noms d'origine tatare. Par exemple, un membre de la famille Veliamanov a adopté le nom turc « Aksak » et ses descendants sont les Aksakovs. La Russie en expansion a conquis différents territoires et peuples, dont l'ancien Khanat de Kazan, avec ses élites tatars qui ont été intégrées au Tsarat de Russie, puis à ce qui deviendra l'Empire russe. Bien que la grande majorité de la noblesse soit d'origine russe ou issue d'autres pays européens, environ 15 % de la noblesse de Russie au XVIIe siècle avait des origines tatares ou orientales. Cependant, cette proportion était très localisée dans les régions annexées, comme pour l'ancien Khanat de Kazan, le territoire de l'ex-Khanat d'Astrakhan ou les steppes méridionales,,.
Les Mongols ont provoqué des changements dans le pouvoir économique des États et le commerce global et jusque dans la sphère religieuse. Ainsi, saint Paphnutius de Borovsk est le petit-fils d'un baskak mongol, ou collecteur d'impôts, tandis qu'un neveu du Khan Bergai de la Horde d'or se convertit au christianisme et devient le moine saint Pierre Tsarevitch de la Horde. Dans la sphère judiciaire, c'est sous l'influence mongole que la peine capitale, réservée aux esclaves sous la rus' de Kiev, se généralise et que l'utilisation de la torture devient une part normale de la procédure pénale. Les punitions spécifiques introduites à Moscou par les Mongols incluent la décapitation pour les traîtres présumés et le marquage au fer rouge des voleurs. Et si ces derniers récidivent, ils sont exécutés après leur troisième arrestation.